# Mayan Pitz
"Mayan Pitz" es una recreación virtual de un juego de pelota maya, basado en fragmentos del Popol Vuh. Es el primer juego 3D móvi desarrollado en Guatemala por Digital Partners.Fue lanzado el 30 de mayo de 2013. Los personajes del juego son los reyes Hun Hunapú e Ixbalanqué, que juegan contra 15 dioses de Xibalbá.

## Descripción
El juego está basado en el antiguo juego de pelota maya.
Hay dos jugadores disponibles: Hun Hunapú e Ixbalanqué, los cuales juegan contra 15 diferentes dioses mayas en 15 escenarios diferentes.
Los 15 escenarios diferentes son una representación de algunos lugares de Mesoamérica, y cada escenario está ambientado con una composición musical.
El juego es modelado completamente en tercera dimensión y puede descargarse gratuitamente en los sitios de compras para Apple y Android en español, inglés e italiano. La aplicación puede visualizarse en tabletas y teléfonos inteligentes, PC y en Mac.

## Concepto
El concepto original del juego proviene del juego de pelota tradicional de la civilización maya, el cual es considerado el primer deporte de la historia de la humanidad.
Los personajes del juego Hun Hunapú e Ixbalanqué, son los protagonistas del libro maya "Popol Vuh", el cual contiene la cosmovisión maya.
El juego recrea diferentes escenarios de lugares pertenecientes a la antigua Mesoámerica y tiene una opción para conocer más acerca de la historia de cada lugar.

## Desarrolladores
Digital Partners S.A. es el desarrollador del juego. El juego fue desarrollado por un grupo de seis personas que se encargaron de áreas específicas del juego, y también la institución arqueológica "Ruta Maya" colaboró en la validación de la información del juego. Los desarrolladores crearon para dicho juego la marca "Juegos Calidá" para iniciar una línea de videojuegos guatemaltecos.

## Características
El juego se puede jugar en tres modalidades: "Historia", "Sin Fin" y "Reto".
El juego es gratuito pero para desbloquear algunos escenarios y obtener algunos accesorios para mejorar el rendimiento del juego y el personaje, hay que pagar.